# Tectocepheus tenuis
Tectocepheus tenuis is een mijtensoort uit de familie van de Tectocepheidae. De wetenschappelijke naam van de soort is voor het eerst geldig gepubliceerd in 1954 door Knülle.